# 人生遊戲
人生遊戲是一首香港本地原創歌曲，以人生為主題，期盼能讓聽眾得到心靈慰藉，歌曲由WE5作曲、林日曦填詞、何秉舜編曲及監製、黎明主唱，於2023年11月14日由唱片公司A music以數碼形式發行。

## 背景
《人生遊戲》是一首為配合廣告主題而推出的歌曲，黎明在此之前已經與香港一家銀行多次合作拍攝廣告，並於2023年以微電影形式拍攝全新一輯廣告，該廣告於2023年11月6日播出，時長4分鐘，而為了配合廣告內容，特意加入了不同年齡的演員飾演黎明的女兒，黎明在廣告中飾演父親角色，獨自陪伴女兒成長並學會放手，詮釋父女間的感情。

## 歌曲簡介
《人生遊戲》是黎明繼《超平凡人的主題曲》後，再次主唱以人生作為主題的歌曲，歌詞以遊戲的隱喻來人生面臨的各種選擇和轉折，寓意在人生各方面總有高低，每一局遊戲的起承轉合，也許會伴隨著辛酸，但也有反轉命運、逆轉人生的時刻，「變動」不僅是生活的常態，也是人生耐人尋味的「況味」，透過真摯的情感，觸動聽眾最柔軟的地方；激勵聽眾在困境面前保持堅定的信念；期盼聽眾在疲憊的時候能透過這首歌曲找到持續前行的力量。

## 流行榜成績
以下是歌曲〈人生遊戲〉在香港音樂流行榜所獲得的最佳成績：
- Hong Kong Singer Channel—Channel Top 20：冠軍[9]
- 香港商業電台903專業推介：第20位[10]
- 電視廣播有限公司勁歌金榜：冠軍[11]

## 外部連結
- 黎明 Leon Lai - 人生遊戲 (Lyrics MV) （页面存档备份，存于） AMusic Official Channel. 2023-11-16